# 金建陵
建陵，是中国金朝开国皇帝金太祖的六世祖完颜跋海的陵墓。
金熙宗即位后，天会十四年（1136年），追尊完颜跋海谥号为安皇帝。皇统四年（1144年），称完颜跋海在金上京（今黑龙江省阿城市白城子）附近的墓葬地为建陵。正隆元年（1156年）十月，完颜亮将完颜跋海改葬于大房山（今北京市房山区），陵号依然是建陵。明朝末年，因为后金反明，被明朝政府破坏。